# Ігнац фон Рудгарт
Ігнац Ріттер фон Рудгарт (нім. Ignaz Ritter von Rudhart; 11 березня 1790 —11 травня 1838) — баварський письменник, політичний і державний діяч.

## Життєпис
Дитинство провів у Баварії, в місті Бамберг. Після вивчення права в університеті Інгольштадта та здобуття ступеня доктора права 1811 року став професором в університеті Вюрцбурга.
1823 року став членом Баварської академії наук.
Як депутат мав великий вплив у сеймі; 1828 року очолював помірковану опозицію.
Супроводжував короля Оттона I до Греції та посів там посаду міністра внутрішніх справ і голови королівської ради (прем'єр-міністра), проте у грудні 1837 подав у відставку внаслідок інтриг англійців.
1832 року був посвячений в лицарі баварським королем Людвігом I.
1844 року йому було зведено пам'ятник у місті Пассау.

## Бібліографія

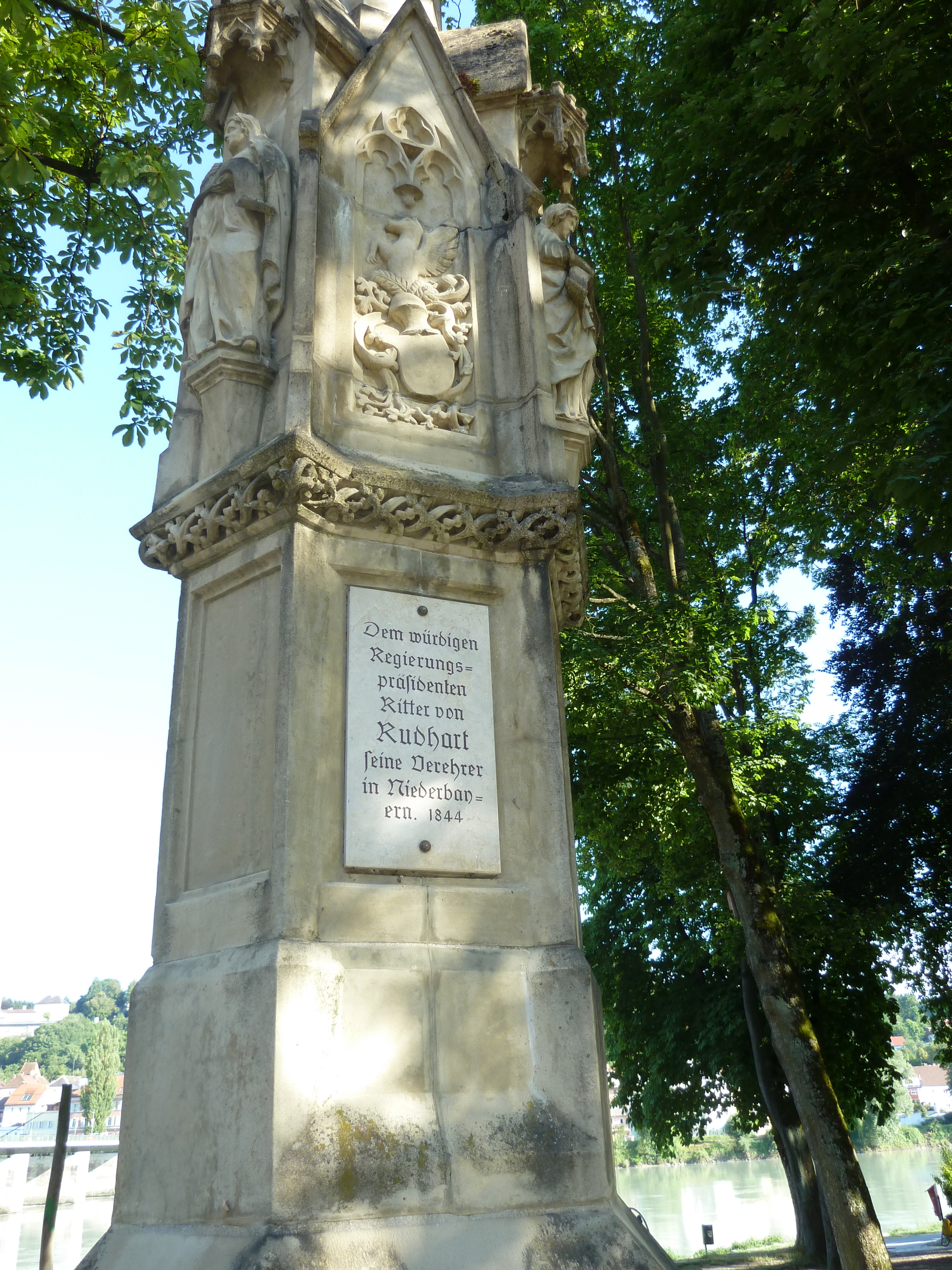
Пам'ятник Рудгарту.